# 주인 (배우)
주인(중국어: 朱茵, 영어: Athena Chu 아테나 추[*], 1971년 10월 25일 ~ )은 중화인민공화국 홍콩 특별행정구의 영화배우 겸 가수이다. 원적지는 중화인민공화국 광둥성 포산 시 순더 구이다.

## 출연 작품

### 영화
- 서유기 - 선리기연 (西遊記 完結篇 之 仙履奇緣: A Chinese Odyssey Part Two - Cinderella, 1994) 반사대선 역
- 서유기 - 월광보합 (西遊記 第壹伯零壹回 之 月光寶盒: A Chinese Odyssey Part One - Pandora's Box, 1994) 반사대선 역

### 드라마
- 사조영웅전(射鵰英雄傳, 1994) - 홍콩 TVB 방송 - 주인공 황용 역

## 수상
- 2017 중국계 미국인 영화제 최우수 여자연기자상